# Лаврись Василь Михайлович
Васи́ль Миха́йлович Лаврись (3 червня 1988, м. Стрий, Львівська область, Українська РСР — 24 червня 2017, с. Сокільники, Новоайдарський район, Луганська область, Україна) — сержант Збройних Сил України, спецпризначенець Сил спеціальних операції, учасник російсько-української війни. Позивний «Комар».

## Біографія
Народився 3 червня 1988 року у місті Стрий на Львівщині. З 1994 по 2003 рік навчався у Стрийській загальноосвітній школі № 10. 2007 року закінчив Стрийський аграрний коледж Львівського державного аграрного університету за спеціальністю «Електрифікація і автоматизація сільського господарства», здобув кваліфікацію техніка-електрика.
2007 року підписав перший контракт на три роки військової служби. Після закінчення контракту працював у різних сферах: охорона, торгівля, виробництво вікон. Полюбляв риболовлю, грав у футбол та настільний теніс.
Під час російської збройної агресії проти України влітку 2014 року був призваний за частковою мобілізацією. Виконував завдання на території проведення антитерористичної операції, брав участь в обороні Донецького та Луганського аеропортів, воював у районі Лутугиного та Дебальцевого, де прикривав вихід українських військ.
2016 року підписав контракт на військову службу. У 2017 році виконував завдання в районі «Бахмутської траси».
Сержант, командир відділення 8-го окремого полку спеціального призначення, в/ч А0553, м. Хмельницький.
Загинув вночі 24 червня 2017 року від мінно-вибухової травми внаслідок підриву на міні під час виконання бойового завдання поблизу окупованого села Сокільники Новоайдарського району Луганської області. Разом із Василем загинув сержант Олексій Іщук.
25 червня з Василем попрощались у Львові. Похований 26 червня на Стрийському міському кладовищі.
Залишились мати Любов Степанівна, дружина, сестри та племінники.

## Нагороди та вшанування
- Указом Президента України № 318/2017 від 11 жовтня 2017 року, за особисту мужність і самовіддані дії, виявлені у захисті державного суверенітету та територіальної цілісності України, зразкове виконання військового обов'язку, нагороджений орденом «За мужність» III ступеня (посмертно)[7].
- 6 грудня 2017 року, у День Збройних сил України, в Стрию на фасаді Стрийської СЗШ № 10 урочисто відкрили меморіальну дошку полеглому на війні випускнику школи Василю Лаврисю[8][9].